# اچ‌ام‌سی‌اس نوتکا (جی۳۵)
اچ‌ام‌سی‌اس نوتکا (جی۳۵) (به انگلیسی: HMCS Nootka (J35)) یک کشتی است که طول آن ۱۶۳ فوت (۴۹٫۷ متر) می‌باشد. این کشتی در سال ۱۹۳۸ ساخته شد.